# Astyochia transvisata
Astyochia transvisata là một loài bướm đêm trong họ Geometridae.